# Liste de films australiens sortis dans les années 1960
La page ci-dessous regroupe les films australiens sortis dans les années 1960. Ils sont triables par titre sorti en France, titre original, réalisateur, année de sortie (première mondiale) et autres pays producteurs (en cas de co-production).

## Liste des films
| Titre en France              | Titre original          | Réalisateur             | Date de sortie  | Autres pays producteurs |
| ---------------------------- | ----------------------- | ----------------------- | --------------- | ----------------------- |
| Shadow of the Boomerang (en) | Shadow of the Boomerang | Dick Ross               | 9 octobre 1960  |                         |
| Bungala Boys (en)            | Bungala Boys            | Jim Jeffrey             | décembre 1961   |                         |
| Horizons sans frontières     | The Sundowners          | Fred Zinnemann)         | 8 décembre 1960 |                         |
| They're a Weird Mob          | They're a Weird Mob     | Michael Powell          | 18 août 1966    |                         |
| Age of Consent               | Age of Consent          | Michael Powell          | 14 mai 1969     |                         |
| Argile                       | Clay                    | Giorgio Mangiamele (en) | 25 août 1965    |                         |
| It Takes All Kinds (en)      | It Takes All Kinds      | Eddie Davis (en)        | 12 juin 1969    |                         |
| Color Me Dead (en)           | Color Me Dead           | Eddie Davis (en)        | décembre 1969   |                         |